# A zongoraóra
A zongoraóra (eredeti cím: The Piano Lesson) 2024-ben bemutatott amerikai filmdráma Malcolm Washington rendezésében. A forgatókönyv August Wilson The Piano Lesson című regénye alapján készült. A főbb szerepekben Samuel L. Jackson, John David Washington, Ray Fisher, Michael Potts, Erykah Badu látható.
Amerikában 2024. november 8-án a mozikban, míg Magyarországon 14 nappal később november 22-én a Netflixen mutatták be.
Forgács Gábornak ez volt az utolsó szinkronszereplése a 2024-ben bekövetkezett halála előtt.

## Cselekmény
1936-ban, a nagy gazdasági világválság után Pittsburghben. A Charles család örökölt egy zongorát, amely a család büszkesége és legértékesebb vagyontárgya. Egy rabszolgaságban élő ősök által faragott minták díszítik, amelyek a család történetét mesélik el. Willie kölyök el akarja adni a zongorát, de nővére, Berniece meg akarja tartani, mert érzelmi értéke van. Közéjük áll Doaker nagybátyjuk, akinél Berniece a 11 éves lányával, Marethával él.

## Szereplők
| Szerep                  | Színész               | Magyar hang         |
| ----------------------- | --------------------- | ------------------- |
| Doaker Charles          | Samuel L. Jackson     | Kőszegi Ákos        |
| Willie „kölyök” Charles | John David Washington | Pál Tamás           |
| Lymon                   | Ray Fisher            | Gacsal Ádám         |
| Charles „Piás kölyök”   | Michael Potts         | Törköly Levente     |
| Berniece Charles        | Danielle Deadwyler    | Ligeti Kovács Judit |
| Avery Brown             | Corey Hawkins         | Szatory Dávid       |
| Lucille                 | Erykah Badu           |                     |
| Maretha Charles         | Skylar Aleece Smith   |                     |
| Miss Ophelia            | Melanie Jeffcoat      |                     |
| Dolly                   | Gail Bean             |                     |

### Magyar változat
- Magyar szöveg: Vajda Evelin
- Hangmérnök: Takáts György
- Felvevő hangmérnök: Gombár Bendegúz
- Gyártásvezető: Farkas Márta
- Szinkronrendező: Kertész Andrea
- Produkciós vezető: Horján Annamária

A szinkront az Direct Dub Studios készítette el.

## A film készítése
2023 áprilisában jelentették be, hogy Malcolm Washington nagyjátékfilmes rendezőként és forgatókönyvíróként debütál a filmben, amely August Wilson The Piano Lesson című darabjának adaptációja, a főszerepet pedig John David Washington, Samuel L. Jackson, Ray Fisher, Danielle Deadwyler, Michael Potts és Corey Hawkins alakítja. Washington apja, Denzel Washington a producer Todd Black mellett. Májusban bejelentették, hogy Erykah Badu énekesnő is feltűnik a filmben. Gail Bean, Jerrika Hinton, Stephan James, Malik J. Ali, Jay Peterson és Matrell Smith 2023 júniusában egészítette ki a szereplőgárdát.
A forgatás 2023 áprilisában kezdődött Atlantában. A Pittsburghi Filmiroda csalódottságát fejezte ki, hogy a produkciót nem a városban forgatták, mint a korábbi Wilson-adaptációkat.

## Bemutató
A film világpremierjére a Telluride Filmfesztiválon került sor, a nemzetközi premierje pedig a 2024-es Torontói Nemzetközi Filmfesztivál különleges bemutatóján volt.
A zongoraóra 2024. november 8-án került a mozikba az Egyesült Államokban, majd november 22-én jelent meg a Netflixen.